# حي بير العزب

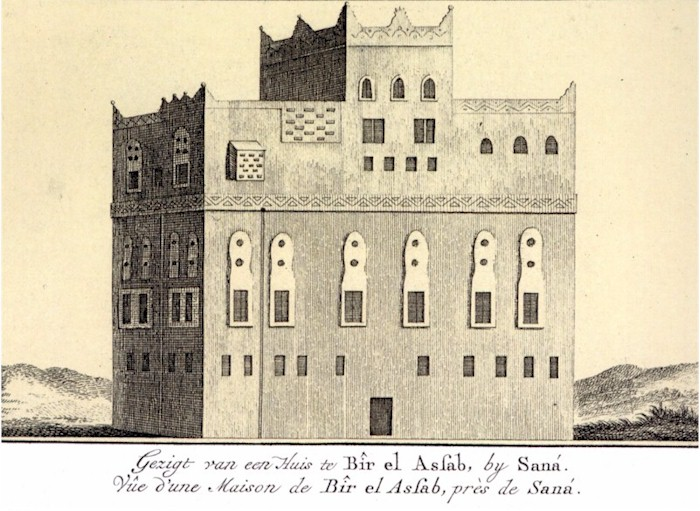
منزل في حي بير العزب القديم

حي بير العزب أحد أحياء صنعاء التاريخية حيث كان مجاوراً لصنعاء القديمة ويفصل بينهما سور صنعاء القديمة وفي ثورة 26 سبتمبر نتيجة لتوجه الناس لرفض كل قديم له علاقة بالحكم الإمامي هدم السور الفاصل بينهما. يقع في شمال صنعاء بين حي القاع وصنعاء القديمة ويتبع ادارياً مديرية التحرير.

## التاريخ
استحدث حي «بير العزب» في الفترة الأولى لحكم العثمانيين اليمن (1538 – 1635م)، أنشئ حي «بير العزب» في منطقة حدائق وبساتين، غير ان معظم سكان الحي كان من موظفي الدولة العثمانية، وعلى الرغم من ذلك فأن طابع البناء لا يختلف عن بناء منازل مدينة صنعاء القديمة، الا انه استحدث للعديد من المنازل مفرج وأمامه نافورة تظللها أشجار مثمرة تحيط بها عرائش العنب، وكان حينها من أجمل أحياء المدينة لسعة شوارعه، وكثرة حدائقه وبساتينه، وكان لهذا الحي سور يحيط به ويتصل بالحي المجاور له ـ حي القاع ـ ويرتبط بسور مدينة صنعاء القديمة.
وفي فترة متأخرة من هذه المرحلة شيد الإمام " يحيى بن حميد الدين " دار الشكر " ـ مبنى متحف التراث الشعبي في ميدان التحرير جوار قبة المتوكل ـ وثانيهما " دار السعادة " المتحف الوطني اليمني حالياً وقد كان حي «بير العزب» في فترة حكم الإمام " يحيى بن محمد حميد الدين " وابنه الإمام أحمد هو الحي السياسي الذي يستقبل فيه الإمام كبار زواره وضيوفه خاصة الأوروبيين، وقد نزلفيه مثلاً حاكم المستعمرات الأرتيري " قسباريني " في عام (1344هـ/ 1925م (، وقبله بعثة فرنسية جاءت إلى صنعاء تطلب من الإمام " يحيى " السماح لها بإقامة سكة حديدية للقطارات تصل بين مدينة الحديدة ومدينة صنعاء، كان ذلك في سنة (1342هـ / 1923م).

خريطة صنعاء رفعت للوالي العثماني مصطفى عاصم باشاونقلت طبق الأصل بوزارة الاشغال العامة في الجمهورية العربية اليمنية في 15 مايو 1968